# Viñedo de Beaujolais

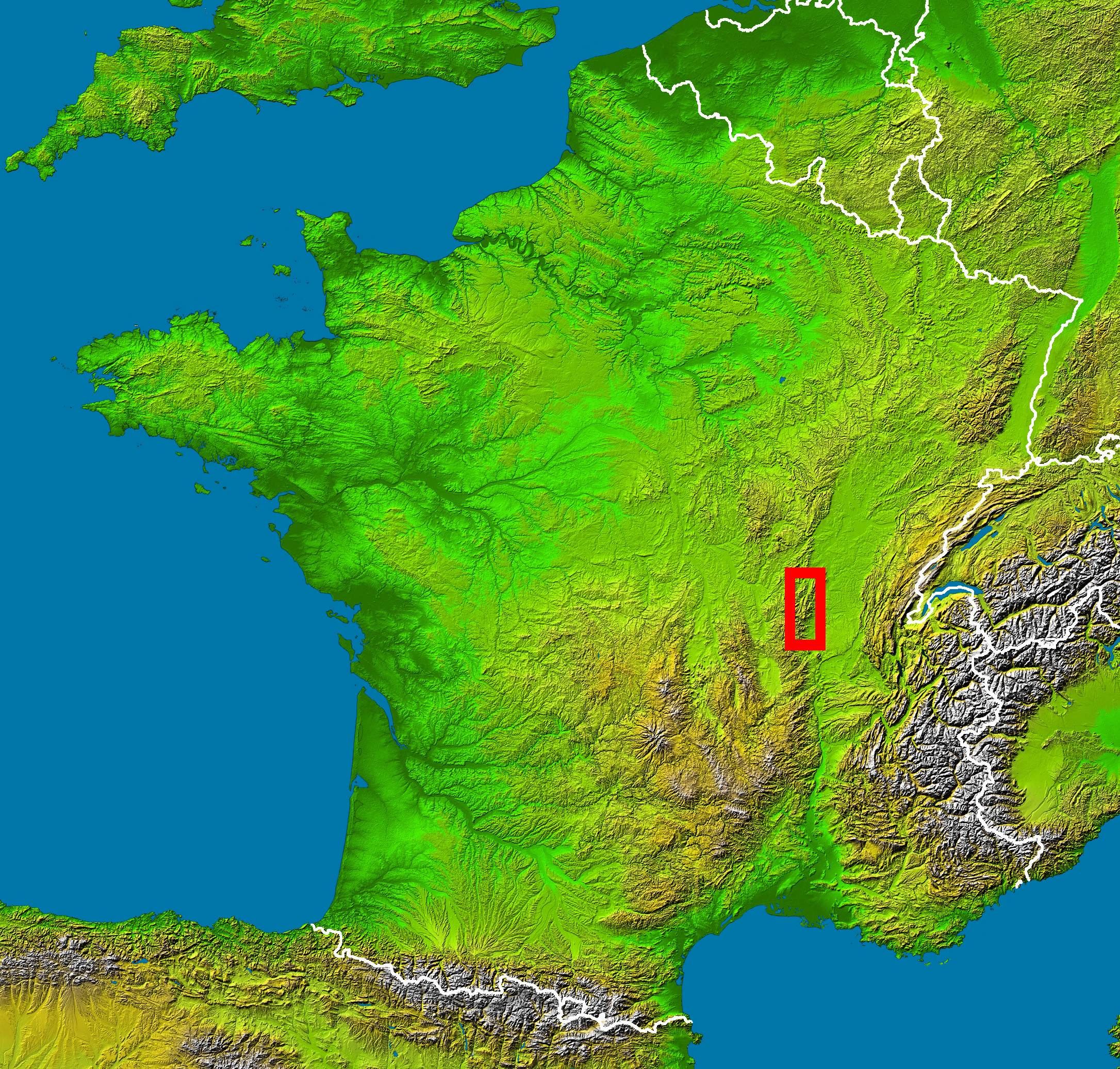
Ubicación de Beaujolais en Francia.

El viñedo de Beaujolais /boʒ ɔlε/ (en francés, Vignoble du Beaujolais) es una región vinícola de Francia que se extiende al sur de Borgoña y al norte de Lyon. Cubre parte del norte del departamento francés del Ródano (Ródano-Alpes) y partes del sur del departamento de Saona y Loira (Borgoña). Beaujolais (Biôjolês en arpitano) era el nombre de una de las provincias históricas de Francia y debe su nombre al Castillo de Beaujeu. La región es conocida internacionalmente por su larga tradición vinícola, y más recientemente por el popular Beaujolais nouveau. Mientras que administrativamente está considerada una parte de la región vinícola de Borgoña, el clima se parece más al Ródano y el vino es suficientemente individualizado para ser considerado de una manera independiente tanto de Borgoña como del valle del Ródano. Generalmente se hace su vino con uva gamay, pero como la mayoría de las denominaciones de origen francesas, no se etiqueta varietalmente. En algunas añadas, la región de Beaujolais produce más cantidad de vino que las regiones de Borgoña de Chablis, Côte d'Or, Côte Chalonnaise y Mâconnais juntas.

## Clima y geografía
Beaujolais es una región bastante amplia, con más de 20.234 hectáreas de viñas plantadas en una tira franja de terreno de entre 11-14 kilómetros de ancho. La capital histórica de la provincia es Beaujeu (Bôjor / Biôjœr en arpitano) y la capital económica de la región es Villefranche-sur-Saône (Velafranche). 
Muchas viñas de Beaujolais se encuentran en las colinas de las afueras de Lyon, en la región oriental a lo largo del valle del Saona. El Macizo Central queda al oeste y tiene una influencia dulcificadora en el clima de Beaujolais. La región se encuentra al sur de la región borgoña las laderas inferiores con más piedra y arcilla en su composición. La mitad meridional de la región, también conocida como Bajo Beaujolais, tiene un terreno más llano, con suelos de arcilla y arenisca con alguna pequeña parcela de caliza. La uva gamay actúa de manera diferente en el norte y en el sur; produce en la región septentrional vinos más estructurados y complejos, mientras que en el sur son vinos afrutados. El ángulo de los viñedos de las colinas del norte exponen las uvas a más insolación lo que lleva a una cosecha en un momento más temprano que en los viñedos del sur. Junto con Champaña, es la única región de Francia donde la vendimia manual es obligatoria.

## Variedades viníferas
La región de Beaujolais tiene una de las mayores densidades de vid de cualquier otra región del mundo, entre 9.000 y 13 000 vides por hectárea. La mayor parte de ellas se tratan en el tradicional estilo copa donde los sarmientos de las vides se empujan hacia arriba y se colocan en un círculo, lo que recuerda a un cáliz. Este método tiene sus raíces en el estilo romano de viñedo y solo recientemente se ha empezado a abandonar en beneficio del método guyot que implica coger un sarmiento o dos de la vid y extenderlo horizontalmente. La vendimia tiene lugar, normalmente,a partir de la primera semana de septiembre (100 días después de la florescencia), y se hace casi universalmente a mano, más que con el uso de cosechadoras mecánicas. Esto es así porque el estilo de vinificación del Beaujolais Noveau es mediante maceración carbónica, y se usan obligatoriamente racimos enteros; mientras que las uvas normalmente se rompen y separan del racimo con una cosechadora mecánica.

### Tintas
La uva típica de esta zona vitícola es la gamay, aunque más apropiadamente habría que hablar de la gamay noir à jus blanc, para distinguirla de la gamay tintorera con mosto tinto y que difiere de la napa gamay y las uvas gamay beaujolais de California. Abarca casi el 98% de todas las plantaciones. Tiene una piel delgada y poco tanino. Las características que las uvas gamay añaden al beaujolais es su color rojo azulado intenso con baja acidez, moderados taninos y un cuerpo de ligero a medio. Los aromas asociados con la propia uva son típicamente a bayas rojas. Desde los años 1960 se ha puesto el acento en la elección de esqueje y selección de clones con seis clones aprobados de gamay para la región vinícola. En años recientes, el esqueje Vialla ha ganado popularidad debido a su propensión a producir bien en suelos graníticos. Los esquejes SO4 y 3309 también cuentan con plantaciones significativas. Selecciones clonadas de la uva gamay se ha orientado hacia un énfasis en bayas más pequeñas de piel más gruesa.
También se emplea un poco de pinot noir, chardonnay y aligoté. Pinot noir, que tiene muy pequeñas plantaciones, irá desapareciendo progresivamente hasta erradicarse en 2015 buscándose por los vinateros de Beaujolais centrar la identidad de su producción de vino en la uva gamay. Las vides aligoté plantadas antes de 2004 se permiten en la producción de vino, pero toda esta variedad vinífera se irá arrancando progresivamente de la región hasta desaparecer en 2024.
Según las normas AOC, hasta un 15% de uvas blancas pueden incluirse en todos los vinos tintos de Beaujolais desde la básica AOC Beaujolais a los vinos de cru, pero en la práctica los vinos son casi 100% gamay.

### Blancas
Los blancos de la región, que solo son el 1% de su producción, se hacen mayormente con uvas chardonnay aunque también está permitido la aligoté. Produce vino Beaujolais, Beaujolais Villages, cru Beaujolais y Beaujolais Nouveau. Beaujolais tiende a ser un vino blanco muy ligero de cuerpo, con una acidez relativamente alta.

## Estilos de vino
Beaujolais es una región que se ha hecho famosa por vinos tintos ligeros y afrutados. La mayor parte de los beaujolais son vino tinto realizado con uvas gamay. El beaujolais básico es el clásico vino de "bistró" parisino, frutal, fácil de beber que no pretende que se conserve por largo tiempo. Este es el Beaujolais Nouveau prototípico, que se fermenta para unas pocas semanas y que puede estar dominado por sabores ester y aromas como a plátano, pera o piña. Los vinos del beaujolais son a menudo producidos por el proceso de maceración carbónica. Todo el racimo de uva se pone en un tanque mientras que el dióxido de carbono de la fermentación rompe la piel de la uva. Esto da como resultado un vino frutal sin mucho tanino. Las denominaciones de origen de la mayor parte de los crus permiten hasta un 15% de pinot noir, pero se prohibió a partir de 2015. Mayoritariamente se trata de vinos tintos.

Ha de mencionarse el Beaujolais Blanc y Beaujolais Rosé. En la región se elabora una pequeña cantidad de vino blanco de uva chardonnay, con un poco de aligoté. Así se hace el Beaujolais Blanc o Beaujolais-Villages Blanc. Los viñedos de estas variedades se encuentran generalmente en suelos calizos de los extremos norte de la región. El vino blanco solía representar más que el 2% actual de la producción, pero la mayor parte de los viñedos chardonnay estaban incluidos en la denominación Saint-Véran septentrional que se creó en 1971. En efecto, muchos de los viñedos se superponen con la región del Mâconnais y los productores normalmente escogerán etiquetar sus vinos con la más comercial y conocida denominación Mâcon Blanc. Hay también regulaciones en varios municipios de Beaujolais restringiendo a los productores para dedicar no más del 10% de su viñedo a uvas de vino blanco. 
Hay un puñado de vinos rosados (Beaujolais Rosé) producidos al permitir que el zumo entre en contacto con las pieles durante un breve tiempo y sin que arranque la fermentación alcohólica. Beaujolais Rosé elaborado con uva gamay se permite en la AOC Beaujolais pero se produce raramente. Pocas veces se ven estos Beaujolais rosados fuera de la región de origen.

## Clasificación del vino
Hay doce denominaciones principales de vinos de Beaujolais, que cubren la producción de más de 96 pueblos en la región de Beaujolais. Obtuvo su reconocimiento como AOC en el año 1936. Crus adicionales fueron promocionados en 1938 y 1946, además de Régnié en 1988. Alrededor de la mitad de todo el vino de Beaujolais se vende bajo la denominación básica AOC Beaujolais. La mayor parte de este vino se produce en el Bajo Beaujolais, al sur de la región, alrededor de la ciudad de Belleville. 
Se agrupan en tres tipos fundamentales, de menor a mayor calidad, los vinos jóvenes (Beaujolais Nouveau), los vinos tradicionales (Beaujolais, Beaujolais Supérieur y Beaujolais-Villages) y los grand crus.

### Beaujolais Nouveau
Les primeurs (vinos jóvenes): AOC Beaujolais Nouveau, AOC Beaujolais Villages Nouveau y AOC Beaujolais Supérieur Nouveau. Alrededor de un tercio de la producción regional se vende como Beaujolais Nouveau, un nombre comercial creado por George Duboeuf para el vino joven local. Se fermenta para justo unas pocas semanas y se presenta con gran fanfarria el tercer jueves de noviembre, en el "Día del Beaujolais Nouveau". 
La historia antigua del Beaujolais Nouveau puede remontarse al siglo XIX cuando los primeros vinos de la vendimia se enviaban Saona abajo a los primeros bistrós de Lyon. Al llegar se pondrían letreros proclamando "Le Beaujolais Est Arrivé!" y su consumo se veía como la celebración de otra cosecha exitosa. En los años 1960, este estilo de Beaujolais simple se hizo más popular por todo el mundo con más de medio millón de cajas vendidas. En 1985, el INAO estableció que el tercer jueves de noviembre se podía realizar una presentación uniforme del vino. Los vinos son típicamente transportados unos días antes a lugares de todo el mundo donde deben quedar en un almacén con cadenas de seguridad hasta las 12:01 AM cuando pueden abrirse los vinos por vez primera para ser consumidos.
Actualmente, alrededor de un tercio de la producción de la región se vende como Beaujolais Nouveau, un nombre comercial creado por George Duboeuf para el vin de l'année local. Es el estilo más ligero y afrutado de Beaujolais. Cualquier viñedo Beaujolais o Beaujolais-Villages puede producir Beaujolais Nouveau. Las uvas se recogen entre finales de agosto y principios de septiembre. Se fermenta durante solo unos días y se presenta al público el tecer jueves de noviembre. Es el primer vino francés que se comercializa cada año. En su cumbre, en 1992, más de la mitad del vino de todo Beaujolais se vendió como "Beaujolais Nouveau". Se pretende que los vinos se beban tan pronto como sea posible, cuando están en su momento más fresco y frutal. Pueden durar uno o dos años pero habrán perdido la mayor parte de sus aromas y sabores llegado ese momento.

### Vinos tradicionales
Dentro de los vinos tradicionales (vins traditionels), puede diferenciarse: 
- AOC Beaujolais, que es la denominación más extendida. Abarca 60 villas, y se refiere a todos los vinos de Beaujolais básicos. La graduación alcohólica mínima para estos vinos es de 9%. El máximo rendimiento para esta AOC es de 55 hl/ha.[2] Anualmente, esta denominación produce alrededor de 75 millones de botellas un año de producción (incluido el Beaujolais Nouveau).[3] Esta denominación original data de 1946.[7]
- AOC Beaujolais Supérieur. Si las uvas se vendimian un poco tarde, o se somete el vino a chaptalización para subir el alcohol a 10,5%, el vino puede etiquetarse Beaujolais Supérieur. La única diferencia entre el Beaujolais básico y el Beaujolais Supérieur es este ligero incremento de alcohol.;[2]
- AOC Beaujolais Villages abarca 39 municipios o pueblos del Alto Beaujolais, la parte septentrional de la región, donde se elabora un tercio de la producción. Se supone que los vinos Villages, realizados en suelos más pobres y cuestas más empinadas, tienen una calidad un poco superior al AOC Beaujolais, que es el básico. Pero la mayor parte del territorio perteneciente a la zona de Beaujolais Villages también está cubierto por un Grand Cru. Un Beaujolais básico de un buen productor será normalmente mejor que un Beaujolais-Villages de un productor más pobre. La mayor parte de los vinos se comercializan en el mes de marzo siguiente a la cosecha. El terreno de esta región es más abrupto, con más esquisto y granito que en el sur, en las regiones del AOC Beaujolais y el vino tiene el potencial para ser de mayor calidad. Si las uvas vienen de una zona de un solo viñedo o municipio, los productores pueden añadirle el nombre de su pueblo en particular a la denominación Beaujolais-Villages. Puesto que la mayor parte de los pueblos de Beaujolais, fuera de las que forman parte de un Grand cru, tienen escaso reconocimiento internacional, la mayor parte de los productores eligen mantener la denominación Beaujolais-Villages. El máximo rendimiento permitido para esta AOC es de 50 hl/ha.[2] Estos vinos son para consumirse jóvenes, dentro de los dos años siguientes a su vendimia.[3] Varios de los municipios en la AOC Beaujolais-Villages también están calificadas para producir sus vinos bajo las AOC Mâconnais y Saint-Véran. Los productores de Beaujolais que elaboran un vino tinto con la denominación Beaujolais-Villages a menudo producirán su vino blanco con los nombres más reconocidos internacionalmente de Mâcon-Villages o Saint-Véran.[8]

### Crus de Beaujolais
Crus de Beaujolais (Cru Beaujolais). Los Grands Crus son diez pueblos, situados en las colinas, y son los de más calidad. A diferencia de lo que ocurre en Borgoña y en Alsacia, la expresión cru en Beaujolais se refiere a todo el vino que se produce en la zona, más que a un viñedo individual. Siete de los crus se refieren a pueblos realmente existentes, como Brouilly y Côte de Brouilly se refiere a las zonas de viñedo alrededor de Mont Brouilly y Moulin à Vent recibe este nombre por un molino de viento local. Estos vinos no muestran normalmente la palabra "Beaujolais" en la etiqueta, en un intento de distinguirse del Noveau producido en masa; de hecho los viñedos en los pueblos cru no tienen permitido producir Nouveau. El máximo rendimiento para vino grand cru es de 48 hl/ha. Sus vinos pueden tener más cuerpo, ser de color más oscuro, y significativamente tienen una vida más larga. 
Chiroubles, Brouilly y Régnié hacen los vinos más ligeros, a consumir dentro de los tres años siguientes a su cosecha. Côte de Brouilly, Fleurie y Saint-Amour producen un cru Beaujolais de cuerpo medio que el Máster de vino Mary Ewing-Mulligan recomienda necesitan al menos un año de envejecimiento en botella para ser consumidos dentro de los cuatro años siguientes a la cosecha. Chénas, Juliénas, Moulin à Vent y Morgon producen los ejemplos con más cuerpo de Cru Beaujolais que necesitan el mayor tiempo para envejecer en la botella y que se pretende normalmente que se consuman entre 4 y 10 años después de la cosecha.
De norte a sur, los crus beaujolais son:
- AOC Saint Amour. Saint Amour, según una tradición local esta región recibió su nombre por un soldado romano, (St. Amateur) que se convirtió al cristianismo después de escapar a la muerte y estableció una misión cerca de la zona. Los vinos de Saint Amour destacan por su gusto especiado con aromas de melocotón.[6] Los vin de garde requieren al menos cuatro años de envejecimiento y pueden durar hasta doce años.[8]
- AOC Juliénas. Este cru se basa alrededor de la villa llamada así por Julio César. Los vinos hechos en esta región destacan por su riqueza y carácter especiado, con aromas que recuerdan a peonías.[6] A diferencia de lo que pretende Régnié, los cultivadores de Juliénas creen que esta zona era el lugar de los primeros viñedos plantados en Beaujolais por los romanos durante esta conquista de la Galia.[8]
- AOC Chénas. En el pasado contuvo muchos de los viñedos que actualmente se venden con la denominación Moulin à Vent. Es actualmente el más pequeño Cru Beaujolais con vinos que destacan por su aroma de rosas silvestres.[6] En añadas ideales, un vin de garde se produce que se pretende envejecer al menos cinco años antes de consumirse y que puede durar hasta 15. El nombre de la zona deriva del bosque de robles francés (chêne) que solían salpicar la colina.[8]
- AOC Moulin à Vent. Los vinos Moulin-à-Vent son muy parecidos a ,los vecinos Chénas Cru Beaujolais. Esta región produce algunos de los ejemplos más duraderos de vino Beaujolais, con algunos vinos que llegan a perdurar hasta diez años. Algunos productores envejecerán su Moulin-à-Vent en roble lo que da a estos vinos más tanino y estructura que otros vinos de Beaujolais. La frase fûts de chêne (barriles de roble) aparecerá en ocasiones en la etiqueta del vino de estos vinos envejecidos en roble. La región destaca por el alto nivel de manganeso que hay en el suelo, que puede ser tóxico para las vides en altas proporciones. El nivel de toxicidad en Moulin à Vent no mata la vid pero es suficiente para causar clorosis y alterar el metabolismo de la vid para reducir marcadamente la cosecha. El vino resultante de Moulin à Vent es los poderosos y con más cuerpo de Beaujolais. Los vinos estilo vin de garde requieren al menos 6 años de envejecimiento y pueden durar hasta 20 años.[8]
- AOC Fleurie. Fleurie es uno de los más ampliamente exportados Cru Beaujolais en los Estados Unidos. Estos vinos tienen a menudo una textura aterciopelada con un buqué afrutado y floral.[6] En las mejores añadas, un vin de garde (vino crianza) se produce que pretende envejecer al menos surante cuatro años antes de consumirse y puede durar hasta 16 años.[8]
- AOC Chiroubles Este cru tiene viñedos a algunas de las mayores altitudes dentro del Cru Beaujolais. Chiroubles cru destaca por su delicado perfume que a menudo incluye aromas de violetas.[6]
- AOC Morgon. Morgon produce vinos terrosos que pueden adquirir un carácter borgoñón de una textura sedosa después de cinco años de crianza. Estos vinos son generalmente del color más intenso y rico dentro de los Cru Beaujolais, con aromas de albaricoque y melocotón.[6] En este Cru está una colina en particular, llamada Mont du Py, en el centro de Morgon, que produce el más moderoso ejemplo de los vinos Morgon.[8]
- AOC Régnier. Es el cru reconocido más recientemente, graduándose a partir de una región de Beaujolais-Villages a Cru Beaujolais en 1988. Es uno de los cru con más cuerpo de esta categoría. Destaca por su gusto a grosella roja y frambuesa.[6] Es tradición popular local en la región que este cru fue el lugar del primer viñedo plantado en Beaujolais por los romanos.[8]
- AOC Brouilly. Es la cru más grande de Beaujolais, situada alrededor de Mont Brouilly y contiene dentro de sus límites al subdistrito de Côte de Brouilly. Los vinos destacan por sus aromas a Los vinos se observan para sus aromas de arándanos, cerezas, frambuesas y grosellas.[6] Junto con Côte de Brouilly, es la única cru de la región de Beaujolais que permite otras uvas distintas a la gamay en la zona con viñedos cultivando también chardonnay, aligote y melón de Bourgogne. El cru Brouilly también contiene el famoso viñedo Pisse Vieille (traducido aproximadamente como "mea, vieja!") que recibió su nombre de una leyenda local de una devota mujer católica que oyó mal las palabras del cura local cuando en la absolución le dijo "Allez! Et ne péchez plus." (Ve, y no peques más.) ella entendió "Allez! Et ne piché plus." (Ve, y no mees más). El nombre del viñedo es la amonestación que su marido le dio al conocer las palabras del sacerdote.[8]
- AOC Côtes de Brouilly. Côte de Brouilly se encuentra en las más altas laderas del volcán extinguido Mont Brouilly junto con el Brouilly Cru Beaujolais. Los vinos de esta región están más hondamente concentrados con menos sabor a tierra que el vino Brouilly.[6]

## Historia
La región de Beaujolais fue cultivada por vez primera por los romanos quienes plantaron de viñas las zonas a lo largo de su ruta comercial hacia arriba del valle de Saona. El más destacado viñedo romano fue Brulliacus ubicado en la ladera de Mont Brouilly. Los romanos también plantaron viñas en la zona de Morgon. Desde el siglo VII y durante toda la Edad Media, la mayor parte de la viticultura y la elaboración de vinos se hacía por los monjes benedictinos. En el siglo X, la región obtuvo su nombre de la ciudad de Beaujeu y era regida por los Señores de Beaujeu. Se cree que la uva gamay es una variedad mutante del pinot noir, que apareció por vez primera en la villa de Gamay, al sur de Beaune, en los años 1360. La uva trajo alivio a los campesinos locales después del declive de la Muerte Negra. En contraste con la variedad pinot noir, la gamay madura dos semanas antes y es menos difícil de cultivar. Produce también un vino fuerte, más frutal en una gran abundancia. 

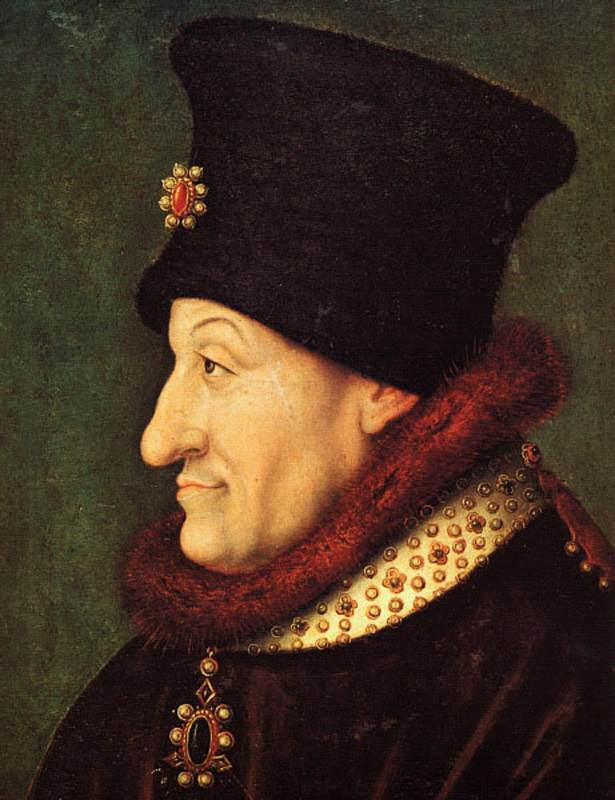
Cuando Felipe el Atrevido prohibió el cultivo de gamay en Borgoña, empujó la uva hacia el sur, hacia la región del Beaujolais.

En julio de 1395, el Duque de Borgoña Felipe el Atrevido prohibió el cultivo de gamay como «una planta muy mala y desleal», debido en parte a que la variedad ocupaba tierra que podía usar para la más elegante pinot noir. Sesenta años más tarde, Felipe el Bueno, emitió un nuevo edicto contra la gamay en el que afirmaba que la razón para la prohibición es que "Los Duques de Borgoña se sabe que son los señores de los mejores vinos de la Cristiandad. Mantendremos nuestra reputación". Los edictos tuvieron el efecto de empujar el cultivo de gamay hacia el sur, fuera de la principal región de Borgoña y en los suelos de granito del Beaujolais donde la uva creció con fuerza.
En el siglo XV, Beaujolais fue cedida al Ducado de Borgoña. Los vinos de Beaujolais quedaban limitados principalmente a los mercados a lo largo de los ríos Saona y Ródano, particularmente la ciudad de Lyon. 
La expansión del sistema de ferrocarril francés en el siglo XIX abrió un lucrativo mercado parisino. La primera mención de vinos de Beaujolais en inglés ocurrió poco después cuando Cyrus Redding describió los vinos de Moulin à Vent y Saint-Amour como de bajo precio y consumidos preferiblemente jóvenes.
En los años 1980, el beaujolais logró la cumbre de la popularidad en el mercado del vino mundial con su vino Beaujolais nouveau. Impulsada por la comercialización creativa de négociants como Georges Duboeuf, la demanda sobrepasó a la producción como un vino fácil de beber y afrutado. Conforme más productores de Beaujolais intentaron capitalizar en la "manía de Nouveau", la producción del Beaujolais normal decayó y con el tiempo se produjo una reacción contraria a finales de los años 1990 y principios del siglo XXI. Llegados a este punto, el conjunto del vino del Beaujolais había desarrollado una reputación negativa entre los consumidores que asociaban los vinos elaborados con gamay con los vinos ligeramente dulces, ligeros y simples como el Beaujolais Nouveau. 
La compañía Vins Georges Duboeuf fue acusada en 2005 de mezclar vino de grado inferior con vintages mejores tras una cosecha irregular en 2004. Georges Duboeuf negó la maldad, atribuyéndolo a un error humano y apuntando que ninguno del vino afectado fue comercializado entre los consumidores. El director de producción directamente responsable admitió sus acciones y dimitió, y un tribunal encontró que se había cometido tanto "fraude como intento de fraude en relación con el origen y la calidad de los vinos". Menos de 200.000 litros de los 270 millones anuales estaban implicados, pero el «Affaire Duboeuf», como se llamó, fue considerado un escándalo serio. En diciembre de 2007, cinco personas fueron arrestadas después de que se les imputara vender cerca de 600 toneladas de azúcar a cultivadores de Beaujolais. Hasta 100 productores fueron acusados de usar el azúcar para una chaptalización ilegal y también de exceder el volumen de cuotas entre 2004 y 2006.
Los productores se han quedado estos últimos años con un exceso de vino que las autoridades francesas les obligaron a reducir con destilaciones obligatorias, para convertir el vino no vendido en vinagre o alcohol industrial. Como respuesta, se ha puesto un énfasis renovado en la producción de vinos más complejos que envejecen más tiempo en barrica de roble antes de la comercialización. En años recientes se ha producido un alza en el número de vinos más de terroir, hechos con uvas de un solo viñedo o de uno de los municipios Grand cru.